# Jászladány
Jászladány är en ort i Ungern.   Den ligger i provinsen Jász-Nagykun-Szolnok, i den centrala delen av landet, 90 km öster om huvudstaden Budapest. Jászladány ligger 86 meter över havet och antalet invånare är 6 215.
Terrängen runt Jászladány är mycket platt. Runt Jászladány är det ganska glesbefolkat, med 50 invånare per kvadratkilometer. Närmaste större samhälle är Jászapáti, 16,7 km norr om Jászladány. Trakten runt Jászladány består till största delen av jordbruksmark.